# كارول دوبياس
كارول دوبياس (بالمجرية: Karol Dobiaš)، من مواليد 18 ديسمبر 1948، لاعب كرة قدم تشيكوسلوفاكي سابق.
و قد بدأ مسيرته الكروية في عام 1967 مع نادي سبارتاك ترنافا، وبقي معهم حتى عام 1977، وفي عام 1977 انتقل إلى نادي بوهيميانس براغا، ولعب معهم حتى عام 1980، وقد لعب في الدوري التشيكي 345 مباراة وسجل 20 هدفا.
و قد لعب مع منتخب تشيكوسلوفاكيا لكرة القدم 67 مباراة وسجل 5 أهداف.

## روابط خارجية
- كارول دوبياس على موقع الاتحاد الدولي (مؤرشف)  (الإنجليزية)
- كارول دوبياس على موقع قاعدة بيانات كرة القدم.إي يو (الإنجليزية)
- كارول دوبياس على موقع ناشيونال فوتبول تيمز (الإنجليزية)